# Nadia Mejia
Nadia Grace Mejia Eicher (Diamond Bar, California, 22 de noviembre de 1995) es una modelo estadounidense de origen  ecuatoriano, ganadora del concurso de belleza Miss Universo Ecuador 2025, previamente fue Miss California USA 2016 y Top 5 en Miss USA 2016.
Es modelo de tiempo completo y ha trabajado para marcas como Nordstrom, PacSun, Tilly's, Reef y Wet Seal.

## Incursión en los concursos de belleza

### Miss California 2016
Mejía ganó el título de Miss California USA 2016 en noviembre de 2016, después de competir tres veces por Miss California Teen USA y llegar a los primeros veinte lugares en Miss California USA 2015. Luego representó a California en el concurso Miss USA 2016, donde fue elegida Fan Favourite ("favorita del público") y llegó a los cinco primeros. El intercambio abierto de Mejía de su lucha por la imagen corporal fue elogiado como un factor contribuyente para ganar el voto favorito de los fanáticos. Sin embargo, su intento fallido de responder una pregunta sobre economía durante una entrevista en la competencia fue ampliamente publicada en los medios.

### Miss Ecuador

#### Miss Ecuador 2022
En 2022, se especuló sobre su participación en el Miss Ecuador 2022, lo que ella desmentiría posteriormente en sus redes sociales.

#### Miss Universo Ecuador 2024
En enero de 2024, Mejía participó en el casting virtual para el certamen inaugural de Miss Universo Ecuador. Fue seleccionada entre 25 candidatas y posteriormente designada representante de la comunidad ecuatoriana en Estados Unidos. Quedó en segundo lugar.

#### Miss Universo Ecuador 2025
El 26 de julio de 2025, Mejía representó nuevamente a la comunidad ecuatoriana en Estados Unidos en Miss Universo Ecuador 2025, celebrado en el Palacio de Cristal de Guayaquil. Obtuvo el título y representará a Ecuador en Miss Universo 2025 en Tailandia.

## Aparición en los medios
Ese mismo año, participa en la canción «¿Dónde está el amor?» de Black Eyed Peas, para una versión en español de «Where is the love?» que contó con muchas personalidades latinoamericanas.
En 2018, Mejía apareció en las principales campañas publicitarias de Skechers y Too Faced Cosmetics. También, fue abordada por la revista Maxim, donde anteriormente había posado junto a Shannon Barker.

## Biografía
Nadia Mejía es la hija del músico ecuatoriano Gerardo Mejía, conocido por la canción de los años 90 "Rico Suave", y de Kathy Eicher, Miss West Virginia USA 1989. Nadia Mejía apareció con su familia en el reality show Suave Says. Se graduó en 2013 de la Diamond Bar High School. Mejía actualmente trabaja como modelo y tiene contrato con la agencia Next Management.

## Vida Personal
Desde el 2023, está casada con un empresario llamado Sam Web, con quien llevaba 5 años de relación.
Nadia sufrió de anorexia, y está abierta a compartir su experiencia. Actualmente es portavoz de la Asociación Nacional de Trastornos de la Alimentación (National Eating Disorders Association), que difunde el mensaje "Love the skin you're in" (Ama la piel en la que estás).
Actualmente, es líder de adoración en el Angelus Temple en Los Ángeles, Nadia semanalmente canta delante de más de 3.000 personas durante los servicios religiosos de su iglesia.